# Leemgravertje
Het leemgravertje (Dyschirius intermedius) is een keversoort uit de familie van de loopkevers (Carabidae). De wetenschappelijke naam van de soort werd in 1846 gepubliceerd door Jules Putzeys.